# J'ai volé un million
Pour plus de détails, voir Fiche technique et Distribution.
J'ai volé un million (I Stole a Million) est un film américain réalisé par Frank Tuttle, sorti en 1939.

## Fiche technique
- Titre original : I Stole a Million
- Titre français : J'ai volé un million
- Réalisation : Frank Tuttle
- Scénario : Nathanael West et Lester Cole
- Photographie : Milton R. Krasner
- Montage : Edward Curtiss
- Musique : Frank Skinner
- Société de production : Universal Pictures
- Pays d'origine : États-Unis
- Format : Noir et blanc - 1,37:1
- Genre : policier
- Durée : 80 minutes
- Date de sortie : 1939

## Distribution
- George Raft : Joe Lourik
- Claire Trevor : Laura Benson
- Dick Foran : Paul Carver
- Henry Armetta : Nick
- Victor Jory : Patian
- George Chandler : Herbert
- Irving Bacon : Simpson
- Tom Fadden : Verne
- Robert Elliott : Peterson
- Joe Sawyer : Billings
- John Hamilton : Avocat Wilson